# 克萊C鎮區 (密蘇里州格林縣)
克萊C鎮區（英語：Clay C Township）是位於美國密蘇里州格林縣的一個行政鎮區。

## 地方資料
克萊C鎮區的面積為11.24平方千米，當中陸地面積為11.02平方千米，而水域面積為0.21平方千米。根據2020年美國人口普查的數據，當地共有人口2790人，而人口密度為每平方千米248.22人。